# 兒童天地月刊
《兒童天地月刊》是1962年於臺灣臺中市創刊的兒童雜誌，由臺中市政府教育局委由轄下國民小學承辦，為臺灣最長壽的兒童雜誌之一。詩人陳千武曾為該刊編選童詩並撰寫童詩評介長達十餘年。

## 獎項
- 中華民國行政院新聞局75年度中小學生優良課外讀物推介
- 中華民國行政院新聞局78年度中小學生優良課外讀物推介[3]